# Florentin Pogba
Florentin Pogba (* 19. srpna 1990 Conakry) je guinejský profesionální fotbalista, který hraje na pozici středního obránce za indický klub ATK Mohun Bagan FC a za guinejský národní tým. Je bývalý francouzský mládežnický reprezentant.

## Reprezentační kariéra

### Francie
V roce 2011 odehrál 3 zápasy za francouzskou reprezentaci do 20 let.

### Guinea
V A-mužstvu Guiney debutoval v roce 2010.

Zúčastnil se Afrického poháru národů 2015 v Rovníkové Guineji, kde byla Guinea vyřazena ve čtvrtfinále Ghanou po výsledku 0:3.

## Osobní život
Jeho bratři Mathias a Paul jsou také profesionální fotbalisté. Mathias je Florentinovo dvojče, Paul je mladší.
V září 2020 u něj byla potvrzena nákaza nemocí covid-19, kvůli níž musel vynechat nadcházející ligové zápasy. Onemocnění krátce předtím prodělal i jeho mladší bratr Paul, hrající za Manchester United.